# Pedroli (cognome)
Pedroli è un cognome di lingua italiana.

## Varianti
Pedroletti, Pedrolini.

## Origine e diffusione
Cognome tipicamente lombardo, è presente prevalentemente nel milanese e sondriesse.
Potrebbe derivare dal prenome Pietro, risultando quindi variante del cognome Pietri, o avere origini spagnole.
In Italia conta circa 339 presenze.
La variante Pedroletti è varesotta; Pedrolini è tipico di Chiesa in Valmalenco in provincia di Sondrio e a Bologna.

## Persone
- Gino Pedroli – fotografo svizzero